# Zakaria Aboukhlal
Zakaria Aboukhlal (Rotterdam, 18 februari 2000) is een Marokkaans-Nederlands voetballer die doorgaans als aanvaller speelt. Hij verruilde AZ in juni 2022 voor Toulouse FC. Aboukhlal debuteerde in 2020 in het Marokkaans voetbalelftal.

## Carrière
Aboukhlal werd geboren in Rotterdam als zoon van een Marokkaanse moeder en een Libische vader. Hij verhuisde vroeg na zijn geboorte naar Marokko. Op zijn derde kwam hij terug naar Nederland waar hij opgroeide in Gorinchem. Hij begon met voetballen bij Unitas. Hij speelde ook nog een jaar bij Raptim voor hij in 2009 werd opgenomen in de jeugdopleiding van Willem II. Die verruilde hij in juli 2017 voor die van PSV. 

### PSV
Aboukhlal debuteerde op 17 augustus 2018 in het betaald voetbal. Hij won die dag met Jong PSV een wedstrijd in de Eerste divisie thuis tegen FC Eindhoven (2–1). Hij begon in de basis en maakte zelf de 1–1. Aboukhlal kwam in zijn eerste seizoen 24 keer in actie voor Jong PSV en maakte negen doelpunten. Hij debuteerde op 12 mei 2019 in het eerste elftal. Hij viel die dag in de 80e minuut in voor Cody Gakpo tijdens een met 1–0 verloren competitiewedstrijd uit bij AZ.

### AZ
In de zomer van 2019 verruilde hij PSV voor AZ. Hij speelde in zijn eerste seizoen twaalf wedstrijden in de Eredivisie voor de Alkmaarders, maar speelde voornamelijk voor Jong AZ. In het seizoen 2021/22 kwam hij steeds meer in de basis, mede door het vertrek van aanvallers Calvin Stengs en Myron Boadu in de zomer van 2021. 

### Toulouse FC
In juni 2022 maakte hij de overstap naar het Franse Toulouse FC, waar hij een vierjarig contract ondertekende.

## Clubstatistieken
| Seizoen | Club     | Competitie     | Competitie | Competitie | Beker | Beker | Internationaal | Internationaal | Totaal | Totaal |
| Seizoen | Club     | Competitie     | Wed.       | Dlp.       | Wed.  | Dlp.  | Wed.           | Dlp.           | Wed.   | Dlp.   |
| ------- | -------- | -------------- | ---------- | ---------- | ----- | ----- | -------------- | -------------- | ------ | ------ |
| 2018/19 | Jong PSV | Eerste divisie | 24         | 9          | 0     | 0     | —              | —              | 24     | 9      |
| 2019/20 | Jong PSV | Eerste divisie | 1          | 0          | 0     | 0     | —              | —              | 1      | 0      |
| 2019/20 | Jong AZ  | Eerste divisie | 10         | 8          | 0     | 0     | —              | —              | 10     | 8      |
| 2020/21 | Jong AZ  | Eerste divisie | 8          | 5          | 0     | 0     | —              | —              | 8      | 5      |
| 2021/22 | Jong AZ  | Eerste divisie | 1          | 0          | 0     | 0     | —              | —              | 1      | 0      |
| Totaal  | Totaal   | Totaal         | 44         | 22         | 0     | 0     | 0              | 0              | 44     | 22     |

| Seizoen | Club        | Competitie | Competitie | Competitie | Beker | Beker | Internationaal | Internationaal | Totaal | Totaal |
| Seizoen | Club        | Competitie | Wed.       | Dlp.       | Wed.  | Dlp.  | Wed.           | Dlp.           | Wed.   | Dlp.   |
| ------- | ----------- | ---------- | ---------- | ---------- | ----- | ----- | -------------- | -------------- | ------ | ------ |
| 2018/19 | PSV         | Eredivisie | 1          | 0          | 0     | 0     | 0              | 0              | 1      | 0      |
| 2019/20 | PSV         | Eredivisie | 1          | 0          | 0     | 0     | 0              | 0              | 1      | 0      |
| 2019/20 | AZ          | Eredivisie | 12         | 0          | 2     | 0     | 1              | 0              | 15     | 0      |
| 2020/21 | AZ          | Eredivisie | 24         | 4          | 1     | 0     | 5              | 0              | 30     | 4      |
| 2021/22 | AZ          | Eredivisie | 31         | 4          | 2     | 1     | 10             | 3              | 43     | 8      |
| 2022/23 | Toulouse FC | Ligue 1    | 15         | 3          | 0     | 0     | 0              | 0              | 15     | 3      |
| Totaal  | Totaal      | Totaal     | 84         | 11         | 5     | 1     | 16             | 3              | 105    | 15     |

## Interlandcarrière
Aboukhlal maakte deel uit van verschillende Nederlandse nationale jeugdelftallen. Hij nam met Nederland –17 deel aan het EK –17 van 2017.
Bij de senioren speelde hij voor Marokko. Op het WK 2022 droeg hij met een doelpunt bij aan de 2-0 overwinning van Marokko op België.
| Interlands van Zakaria Aboukhlal voor Marokko | Interlands van Zakaria Aboukhlal voor Marokko | Interlands van Zakaria Aboukhlal voor Marokko | Interlands van Zakaria Aboukhlal voor Marokko | Interlands van Zakaria Aboukhlal voor Marokko | Interlands van Zakaria Aboukhlal voor Marokko |
| Team (№ interlands)                           | Datum                                         | Wedstrijd                                     | Uitslag                                       | Soort Wedstrijd                               | Doelpunten                                    |
| Als speler bij AZ                             | Als speler bij AZ                             | Als speler bij AZ                             | Als speler bij AZ                             | Als speler bij AZ                             | Als speler bij AZ                             |
| --------------------------------------------- | --------------------------------------------- | --------------------------------------------- | --------------------------------------------- | --------------------------------------------- | --------------------------------------------- |
| 1.                                            | 13 november 2020                              | Marokko – Centraal-Afrikaanse Republiek       | 4 – 1                                         | Kwalificatie Afrika Cup 2020                  | 64'                                           |

2 Nicolaisen ·
3 McKenzie ·
4 Cresswell ·
5 Genreau ·
6 Akdağ ·
7 Aboukhlal ·
8 Sierro  ·
9 Magri ·
10 Gboho ·
12 Kamanzi ·
13 King ·
15 Dønnum ·
17 Suazo ·
19 Sidibé ·
20 Schmidt ·
21 Zajc ·
23 Cásseres ·
30 Domínguez ·
50 Restes ·
80 Babicka ·
Coach: Martínez
1 Bounou ·
2 Hakimi ·
3 Mazraoui ·
4 Amrabat ·
5 Aguerd ·
6 Saïss  ·
7 Ziyech ·
8 Ounahi ·
9 Hamdallah ·
10 Zaroury ·
11 Sabiri ·
12 Munir ·
13 Chair ·
14 Aboukhlal ·
15 Amallah ·
16 Ezzalzouli ·
17 Boufal ·
18 El Yamiq ·
19 En-Nesyri ·
20 Dari ·
21 Cheddira ·
22 Tagnaouti ·
23 El Khannous ·
24 Benoun ·
25 Attiyat Allah ·
26 Jabrane ·
Coach: Regragui